# 塩見貴洋
塩見 貴洋（しおみ たかひろ、1988年9月6日 - ）は、大阪府守口市出身の元プロ野球選手（投手）。左投左打。

## 経歴

### プロ入り前
小学校時代に守口市佐太スポーツ少年団に所属して野球を始め、中学時代は守口シニアでプレー。当時は身長160cm足らずで主に外野手としてプレーしていた。
4歳上の兄が進学していた愛媛県の帝京第五高等学校へ進み、投手に転向。高校3年間で身長がおよそ20cm伸び、同時に球速も上がり県下屈指の左腕として注目された。3年夏には県ベスト8に入り、1回戦に13者連続含む打者16人から14個の三振を奪い、5回参考記録ながらノーヒットノーランを記録。
八戸大学（現：八戸学院大学）では「みちのくのドクターK」と呼ばれた。しかし1年次は腰痛により登板がなく、2年春に先発として起用されたが7月に腰の疲労骨折を負い秋季リーグは再び欠場。腰の故障に悩まされ、一時は野球をやめようと考えることもあったが、父親に「4年間続けることに意味があるんだ」と説得されて踏みとどまったという。3年春からローテーションの一角として活躍。4年春には防御率0.00のリーグ新記録を達成し、全日本大学野球選手権大会にかけて55イニング無失点を記録し、佛教大学戦では大野雄大との投げ合いを制した。大学時代の監督との面談で「プロに行くなら何巡目で行きたいか？」と聞かれた際に「何巡目でも……」と答え、「バカ！ なんで1巡目って言えないんだ！」と言われたのがターニングポイントとなり、ランニングがきつい時など「プロに行く、プロに行く」と言いながら走るようになったという。ドラフト会議4日前の10月24日には明治神宮野球大会東北地区決勝で東北福祉大学を相手にノーヒットノーランを達成した。本大会では初戦で完投も延長11回サヨナラ負け。大学の同期には秋山翔吾、1学年後輩には田代将太郎がいた。リーグ通算32試合15勝1敗、防御率1.08。
2010年10月28日に行われたドラフト会議では、東北楽天ゴールデンイーグルスと東京ヤクルトスワローズから1位指名を受け、抽選の結果楽天が交渉権を獲得し、契約金1億円、年俸1500万円で入団した（金額は推定）。背番号は11。

### 楽天時代
2011年、開幕は腰の痛みもあって二軍で迎えるも、イースタン・リーグで6試合に登板して2勝1敗、防御率2.33の成績を残し、一軍昇格。プロ入り初登板初先発となった5月5日の福岡ソフトバンクホークス戦で6回を投げ4安打無失点でプロ入り初勝利。新人としての初登板初勝利は2009年の井坂亮平以来球団史上2人目、同年の新人としての初登板初勝利は4人目であった。7月16日のオリックス・バファローズ戦ではプロ初完投勝利を挙げた。先発の頭数が揃わない中、田中将大と共に先発ローテーションを守り続けて規定投球回に到達。9勝9敗、防御率2.85という好成績を残した。これにより、塩見は球団史上初めての左腕投手の規定投球回到達の投手となった。しかし一発に泣くことが多く、リーグワースト2位の14被本塁打を記録した。新人王には牧田和久（埼玉西武ライオンズ）に次ぐ得票数2位で選出されなかったが、特別表彰として優秀新人賞を受賞した。
2012年、4月3日のソフトバンク戦でシーズン初登板でプロ初完封勝利を記録し、同時にチームの連敗も3で止める活躍をした。その後の交流戦以降の試合では5連敗を喫し、大量失点する場面もあるなど不安定な投球が続いていたが、7月6日の西武戦では同日に先発予定の田中将大が右脇腹痛で先発回避したのを受けて緊急で先発登板をし、5回2失点に抑えて1か月半ぶりに白星を挙げた。オールスターゲームには出場辞退した唐川侑己（千葉ロッテマリーンズ）の補充要員として選出された。その後は先発ローテに復帰できず、6勝10敗と負け越し、防御率は前年よりも1点近く悪化し、規定投球回にも届かなかった。
2013年、オープン戦期間中に左肩の痛みが発症。8月に二軍で実戦復帰したものの、一軍での登板はなかった。私生活では7月に結婚した。
2014年、開幕一軍入りを果たし、3月29日の西武戦で先発、8回2失点で1年9か月ぶりの白星を挙げた。防御率こそ4点台と振るわなかったが、ほぼ年間を通して先発ローテーションを守り、8勝7敗と自身初となるシーズン勝ち越しを達成。
2015年、開幕から好投しても打線の援護が無く、なかなか勝ち星がつかなかった。5試合目の先発となった4月28日のオリックス戦でようやく初勝利を挙げ、次の登板でも連勝するが、再び勝ち星から遠ざかり、7月22日の日本ハム戦で19点の援護を貰い3勝目を手に入れた。その後は登板が無く、7月29日に一軍登録を抹消され、9月18日に先発で復帰するが、初回に4点を失い、わずか1回で降板した。
2016年、開幕からシーズン終了まで先発ローテーションを守り、ルーキーイヤー以来となる規定投球回に到達した。シーズン終了後、これまで使用していた11を埼玉西武ライオンズからFAで移籍した岸孝之に譲渡するため、11月19日、背番号を17に変更することを発表した。
2017年、腰痛の影響で1年の大半を二軍で過ごした。一軍ではわずか3勝しか挙げられなかったが、福岡ソフトバンクホークスとのクライマックスシリーズファイナルステージでは第1戦で先発登板。6回1失点で勝利投手となった。
2018年、自身5年ぶりとなる無四球完投を挙げるも腰痛の影響で一軍では前年を下回る2勝にとどまった。この年椎間板ヘルニアの手術を行った。
2019年、手術の影響でまたしても一軍でローテーションに定着することは出来ず3勝にとどまった。
2020年、2016年以来となる開幕ローテーション入りし、規定投球回には到達しなかったがチーム3番目の84回1/3を投げた。しかし防御率は4.80と低迷し4勝8敗と負け越した。
2021年、6月1日の交流戦・ヤクルト戦にてシーズン初の先発登板。5回2失点でリードした状況で降板するが、後続が逆転を許し勝敗付かず。同年は一軍登板はこの1試合のみであった。オフに、500万円減となる推定年俸3500万円で契約を更改した。
2022年は、コンディション不良により一軍、二軍ともに登板が無かった。
2023年、9月21日の西武戦に先発し、842日ぶりの一軍登板を果たしたが、4回4安打4失点で降板し、この1試合の登板に終わった。10月11日、球団から戦力外通告を受け、12月9日に球団を通して現役引退を発表した。なお、このシーズンのイースタン・リーグでは8勝を挙げ、リーグ最多勝利のタイトル（松井颯、長谷川威展とタイ）を獲得した。

### 現役引退後
2024年からは楽天が運営するイーグルスアカデミーのコーチを務める。

## 選手としての特徴

投球フォーム

阿波野秀幸を彷彿とさせるフォームから投げる平均球速約139km/h、最速149km/hのストレートと100km/h台のカーブ、ストレートと同じ軌道で手元で変化する120km/h台後半のスライダー、フォークを投げ分ける。
2015年のBB/9（9回あたり何個の四球を出したかを示す指標）は両リーグを通じてトップを記録した。しかし、「一発病」と評されるほど被本塁打が多く、被弾をきっかけに失点を重ねて降板してしまう試合も少なくない。

## 人物
女性人気が高く、結婚する前の2012年・2013年と2年連続でバレンタインデーにチーム内で1位となるチョコレートが届けられた。
2013年11月27日に結婚したことが球団から発表された。

## 詳細情報

### 年度別投手成績
| 年 度      | 球 団      | 登 板 | 先 発 | 完 投 | 完 封 | 無 四 球 | 勝 利 | 敗 戦 | セ 丨 ブ | ホ 丨 ル ド | 勝 率 | 打 者 | 投 球 回 | 被 安 打 | 被 本 塁 打 | 与 四 球 | 敬 遠 | 与 死 球 | 奪 三 振 | 暴 投 | ボ 丨 ク | 失 点 | 自 責 点 | 防 御 率 | W H I P |
| ---------- | ---------- | ----- | ----- | ----- | ----- | -------- | ----- | ----- | -------- | ----------- | ----- | ----- | -------- | -------- | ----------- | -------- | ----- | -------- | -------- | ----- | -------- | ----- | -------- | -------- | ------- |
| 2011       | 楽天       | 24    | 24    | 4     | 0     | 1        | 9     | 9     | 0        | 0           | .500  | 638   | 154.2    | 144      | 14          | 34       | 0     | 2        | 113      | 4     | 0        | 53    | 49       | 2.85     | 1.15    |
| 2012       | 楽天       | 19    | 16    | 2     | 1     | 1        | 6     | 10    | 0        | 0           | .375  | 450   | 106.2    | 102      | 9           | 33       | 1     | 4        | 67       | 3     | 0        | 45    | 44       | 3.71     | 1.27    |
| 2014       | 楽天       | 21    | 20    | 0     | 0     | 0        | 8     | 7     | 0        | 0           | .533  | 501   | 114.2    | 135      | 15          | 27       | 0     | 3        | 78       | 3     | 0        | 68    | 60       | 4.71     | 1.41    |
| 2015       | 楽天       | 16    | 16    | 0     | 0     | 0        | 3     | 5     | 0        | 0           | .375  | 392   | 96.0     | 87       | 14          | 15       | 0     | 3        | 78       | 4     | 0        | 42    | 38       | 3.56     | 1.06    |
| 2016       | 楽天       | 24    | 24    | 0     | 0     | 0        | 8     | 10    | 0        | 0           | .444  | 610   | 148.0    | 145      | 14          | 37       | 1     | 3        | 111      | 0     | 0        | 67    | 64       | 3.89     | 1.23    |
| 2017       | 楽天       | 8     | 8     | 0     | 0     | 0        | 3     | 3     | 0        | 0           | .500  | 183   | 43.1     | 42       | 5           | 12       | 0     | 0        | 30       | 0     | 0        | 19    | 19       | 3.95     | 1.25    |
| 2018       | 楽天       | 11    | 11    | 1     | 0     | 1        | 2     | 3     | 0        | 0           | .400  | 278   | 68.1     | 71       | 8           | 8        | 0     | 2        | 53       | 0     | 0        | 30    | 27       | 3.56     | 1.16    |
| 2019       | 楽天       | 9     | 8     | 0     | 0     | 0        | 3     | 1     | 0        | 0           | .750  | 197   | 51.1     | 42       | 6           | 9        | 0     | 0        | 47       | 1     | 0        | 18    | 18       | 3.16     | 0.99    |
| 2020       | 楽天       | 16    | 16    | 0     | 0     | 0        | 4     | 8     | 0        | 0           | .333  | 350   | 84.1     | 88       | 10          | 20       | 0     | 1        | 63       | 1     | 0        | 45    | 45       | 4.80     | 1.28    |
| 2021       | 楽天       | 1     | 1     | 0     | 0     | 0        | 0     | 0     | 0        | 0           | ----  | 21    | 5.0      | 5        | 0           | 1        | 0     | 0        | 4        | 0     | 0        | 2     | 2        | 3.60     | 1.20    |
| 2023       | 楽天       | 1     | 1     | 0     | 0     | 0        | 0     | 1     | 0        | 0           | .000  | 17    | 4.0      | 4        | 2           | 1        | 0     | 0        | 4        | 0     | 0        | 4     | 4        | 9.00     | 1.25    |
| 通算：11年 | 通算：11年 | 150   | 145   | 7     | 1     | 3        | 46    | 57    | 0        | 0           | .447  | 3637  | 876.1    | 865      | 97          | 197      | 2     | 18       | 648      | 16    | 0        | 393   | 370      | 3.80     | 1.21    |

- 各年度の太字はリーグ最高

### 年度別守備成績
| 年 度 | 球 団 | 投手  | 投手  | 投手  | 投手  | 投手  | 投手     |
| 年 度 | 球 団 | 試 合 | 刺 殺 | 補 殺 | 失 策 | 併 殺 | 守 備 率 |
| ----- | ----- | ----- | ----- | ----- | ----- | ----- | -------- |
| 2011  | 楽天  | 24    | 7     | 29    | 0     | 1     | 1.000    |
| 2012  | 楽天  | 19    | 7     | 17    | 0     | 1     | 1.000    |
| 2014  | 楽天  | 21    | 4     | 18    | 0     | 0     | 1.000    |
| 2015  | 楽天  | 16    | 4     | 20    | 0     | 1     | 1.000    |
| 2016  | 楽天  | 24    | 8     | 26    | 2     | 2     | .944     |
| 2017  | 楽天  | 8     | 0     | 7     | 0     | 0     | 1.000    |
| 2018  | 楽天  | 11    | 4     | 11    | 0     | 0     | 1.000    |
| 2019  | 楽天  | 9     | 3     | 6     | 0     | 2     | 1.000    |
| 2020  | 楽天  | 16    | 4     | 18    | 0     | 3     | 1.000    |
| 2021  | 楽天  | 1     | 0     | 1     | 0     | 0     | 1.000    |
| 2023  | 楽天  | 1     | 1     | 1     | 0     | 1     | 1.000    |
| 通算  | 通算  | 150   | 42    | 156   | 2     | 11    | .990     |

### 表彰
- パ・リーグ 連盟特別表彰：1回（新人特別賞：2011年）

### 記録
初記録
投手記録
- 初登板・初先発・初勝利：2011年5月5日、対福岡ソフトバンクホークス6回戦（福岡Yahoo! JAPANドーム）、6回4安打無失点
- 初奪三振：同上、1回裏にアレックス・カブレラから空振り三振
- 初完投勝利：2011年7月16日、対オリックス・バファローズ11回戦（日本製紙クリネックススタジアム宮城）、9回6安打1失点
- 初完封勝利：2012年4月3日、対福岡ソフトバンクホークス1回戦（日本製紙クリネックススタジアム宮城）、9回4安打7奪三振

打撃記録
- 初打点：2011年6月17日、対広島東洋カープ4回戦（MAZDA Zoom-Zoom スタジアム広島）、2回表に前田健太から押し出し四球
- 初安打：2012年5月19日、対阪神タイガース1回戦（阪神甲子園球場）、3回表に能見篤史から三塁内野安打

その他の記録
- オールスターゲーム出場：1回（2012年）

### 背番号
- 11（2011年 - 2016年）
- 17（2017年 - 2023年）